# Geranium pringlei
Geranium pringlei är en näveväxtart som beskrevs av Joseph Nelson Rose. Geranium pringlei ingår i släktet nävor, och familjen näveväxter. Inga underarter finns listade i Catalogue of Life.